# Aubigné (Deux-Sèvres)
Aubigné – miejscowość i gmina we Francji, w regionie Nowa Akwitania, w departamencie Deux-Sèvres.
Według danych na rok 1990 gminę zamieszkiwało 248 osób, a gęstość zaludnienia wynosiła 9 osób/km² (wśród 1467 gmin regionu Poitou-Charentes Aubigné plasuje się na 758. miejscu pod względem liczby ludności, natomiast pod względem powierzchni na miejscu 210.).